# Kruškovača
Kruškovača is een plaats in de gemeente Cetingrad in de Kroatische provincie Karlovac. De plaats telt 108 inwoners (2001).